# 九龍巴士13M線
九龍巴士13M線是香港九龍一條來往觀塘（雅麗道）和寶達的路線，為秀茂坪一帶的居民提供往返觀塘市中心、觀塘站、牛頭角站接駁路線和翠屏邨的服務，是首批地鐵接駁巴士路線之一。

## 歷史
1979年9月30日，為配合地鐵的「修正早期系統」通車，九巴於同日開辦13M線，來往觀塘地鐵站至中秀茂坪，方便秀茂坪一帶的居民轉乘地下鐵路。
直至1989年9月22日，13M線改為一條循環線，以觀塘地鐵站巴士總站作總站，於秀茂坪依順時針方向繞經秀茂坪道、曉光街及秀明道，以覆蓋整個秀茂坪邨的居民。後來配合曉麗苑入伙，於1997年12月7日，改經秀茂坪道、秀明道、曉光街、協和街、裕民坊及觀塘道往觀塘站。
其後，因應秀茂坪一帶的重建項目，13M線於2001年10月1日起在行經秀茂坪道後，繞經秀明道、曉光街、秀茂坪道近秀茂坪邨五期（秀暉樓、秀程樓、秀康樓）、秀明道、曉光街、協和街及觀塘道返回總站，以方便剛落成的秀茂坪邨第五期居民往返觀塘。同日起更不再行經裕民坊，直接利用協和街前往觀塘站，並在觀塘政府合署對面加設分站，以減低原有前往裕民坊乘客的影響，前往裕民坊的乘客，只可以乘搭1A及13D巴士線。
而在2002年10月27日，因為寶達邨入伙，13M線延長至該處，來回程改經曉光街、秀明道、秀茂坪道、寶琳路往來寶達巴士總站，不再經聯合醫院一段的協和街及秀茂坪道，以將服務範圍覆蓋至整個秀茂坪區。
九巴13M線屬主要的地鐵接駁巴士，因此在通用儲值票推出後，有關路線的車隊安裝有關檢票機，使乘客可利用通用儲值票乘坐巴士往返秀茂坪及轉乘地鐵，以免除經常攜帶大量輔幣乘車，直至八達通出現後才取消通用儲值票的付款安排。
因應九巴的空調巴士車隊數目大增及巴士服務改善的需求，於2001年6月4日增派空調巴士行走13M線，為乘客提供空調巴士服務，全線更於2002年7月20日改為全空調服務。
由於觀塘市中心重建項目需徵用現有觀塘（月華街）巴士總站作首期發展項目，13M線將會延長至觀塘（雅麗道）巴士總站，並會取消觀塘政府合署對面的中途站，改回於裕民坊設站，方便秀茂坪及寶達邨居民乘搭本路線前往裕民坊，而由雅麗道開出後，會直接途徑觀塘道前往觀塘鐵路站總站（2010年6月6日起加停觀塘道近觀塘市中心），再以原有路線行走，以便位於月華街作總站的16M可在2009年7月19日遷往觀塘鐵路站巴士總站作總站。
不過本身路線較為迂迴，接駁鐵路的居民多乘坐專線小巴71A及71B往來，加上早上繁忙時間由寶達開往觀塘市中心的需求相当大，而途經的98A卻經常客滿飛站，為舒緩寶達邨直達觀塘市中心的需求，九巴於2010年12月28日起，於星期一至五（星期六及假日除外）早上繁忙時間加開兩班特快班次，由寶達邨直接取道將軍澳道開往觀塘鐵路站（觀塘工業中心），中途只停秀茂坪道秀暉樓對面巴士站。由2011年3月7日起，特快班次增至三班。
2013年1月7日：開設輔助路線13S線，由寶達單向往藍田鐵路站，只限一至五早上繁忙時間服務。另外同日起所有13M特快班次提早5分鐘開出。
2014年1月11日：本線往寶達方向，將更改路線由曉光街直接經秀茂坪道（以取代秀明道）往寶琳路。配合有關改道，上秀茂坪（曉光街秀德樓外）及秀暉樓（秀茂坪道）將分別加設往寶達巴士站。回程往觀塘（雅麗道）會繼續途經秀明道。
2014年11月3日：13S線增程回程服務，開出時間分別為星期一至五19:10及19:40，同時上午加開07:00班次。
2015年9月5日：增設到站時間預報。
2017年8月31日：為配合九龍巴士213M線的服務提升，13S線取消服務。。
2023年2月12日：配合觀塘站巴士總站工程，往寶達方向不入觀塘站公共運輸交匯處，改停翠屏道「觀塘游泳池」站，同時位於翠屏道之「翠屏邨翠柏樓」站遷移至「翠屏邨翠桉樓」站。。

## 服務時間及班次
常規班次
| 觀塘（雅麗道）開 | 觀塘（雅麗道）開 | 觀塘（雅麗道）開 |
| 日期             | 服務時間         | 班次（分鐘）     |
| ---------------- | ---------------- | ---------------- |
| 星期一至五       | 05:35-06:25      | 25               |
| 星期一至五       | 06:25-08:25      | 20               |
| 星期一至五       | 08:25-10:05      | 25               |
| 星期一至五       | 10:05-14:35      | 30               |
| 星期一至五       | 14:35-15:25      | 25               |
| 星期一至五       | 15:25-19:45      | 20               |
| 星期一至五       | 19:45-20:10      | 25               |
| 星期一至五       | 20:10-00:10      | 30               |
| 星期六           | 05:35-15:35      | 30               |
| 星期六           | 15:35-17:40      | 25               |
| 星期六           | 17:40-19:20      | 20               |
| 星期六           | 19:20-20:10      | 25               |
| 星期六           | 20:10-00:10      | 30               |
| 星期日及公眾假期 | 05:35-07:40      | 25               |
| 星期日及公眾假期 | 07:40-00:10      | 30               |

特別班次（寶達 → 觀塘道（觀塘站），經秀茂坪道及將軍澳道）
- 星期一至五：07:30、08:00

星期六、日、學校假期及公眾假期不設服務。

## 收費
全程：$4.8
| - 本線設有12歲以下小童及65歲或以上長者半價優惠。 - 65歲或以上香港居民使用「樂悠咭」，以及12歲以下合資格殘疾兒童使用「殘疾人士身份」個人八達通繳付車資，均可享有每程$2.0或半價（以較低者為準）的票價優惠；12至64歲合資格殘疾人士使用「殘疾人士身份」個人八達通（包括「樂悠咭」），以及60至64歲香港居民使用「樂悠咭」繳付車資，均可享有每程$2.0或全費（以較低者為準）的票價優惠。 - 65歲或以上長者如使用長者或一般個人八達通繳付車資，則只可享有半價優惠；12至64歲合資格殘疾人士如不使用「殘疾人士身份」個人八達通，以及60至64歲人士如不使用「樂悠咭」繳付車資，必須繳付全費。 - 乘客可以現金或八達通於上車時付款，不設找續。 - 每位成人乘客可免費攜帶最多兩名4歲以下而不佔座位的兒童乘客乘車，超額之4歲以下小童必須繳付小童車費乘車。 - 持有「九巴月票」之乘客在車票有效期內，每日可享最多10程任何九龍巴士及龍運巴士路線（包括本路線，以及聯營路線的九龍巴士／龍運巴士提供的班次；惟乘搭機場「A」及「NA」線則可享原價二七折優惠（不會計算每天10次合資格車程））；而B1線則每日可享最多各2程（不會計算每天10次合資格車程）。 - 九龍巴士、城巴、龍運巴士及陽光巴士全職員工及家屬（不包括外判職員）可免費乘搭本路線，惟必須拍職員或職員家屬八達通。 - 乘客亦可透過多元化電子支付系統（e度嘟）繳付車資，包括使用非接觸式VISA卡、JCB卡、萬事達卡、銀聯卡、美國運通、大來國際、Discover Card、Apple Pay、Google Pay、Samsung Pay、AlipayHK「易乘碼」、支付寶、WeChatHK／微信支付「搭車碼」、銀聯雲閃付「乘車碼」及BOC Pay「乘車碼」。乘客使用此付款方式，使用此支付方式的乘客可享有中途下車之分段收費，以及與其他九巴／龍運獨營路線或聯營線九巴／龍運班次之轉乘優惠，惟不適用於與非九巴／龍運路線之轉乘優惠，亦不能享有「公共交通費用補貼計劃」及「長者及合資格殘疾人士公共交通票價優惠計劃」。 |

### 八達通巴士轉乘優惠
乘客在登上本線巴士後150分鐘內以同一張八達通卡轉乘以下路線，或從以下路線登車後150分鐘內轉乘本線，次程可獲$4.2折扣優惠：
13M←→新界區巴士路線
- 13M往雅麗道 → 38、40/A、42C、62X、74A、74X/C/D/E/P、80、80X、83X、89、89B、89C、89D、89X、258D/P、259D、268C/A、(2)69C、277EP或277X/A往新界
- 38、40、42C、62X、74A、74X/D/E/P/274X、80/P、80X、83X/A、89、89B、89C、89D/P、89X、258D/A/P/S、259D、268C/A、(2)69C、277E/P或277X/A往九龍 → 13M往寶達

本線↔62X/258D/259D可同時享用屯門公路轉車站轉乘優惠
本線↔69C/268A/268C/269C可同時享用大欖隧道轉乘優惠

## 使用車輛
現時本線使用4輛12米富豪B9TL（3輛AVBWU）行走本線。
| 車隊編號 | 車牌   |
| -------- | ------ |
| AVBWU39  | PK4305 |
| AVBWU74  | PV4102 |
| AVBWU200 | PZ8904 |

## 行車路線
常規班次

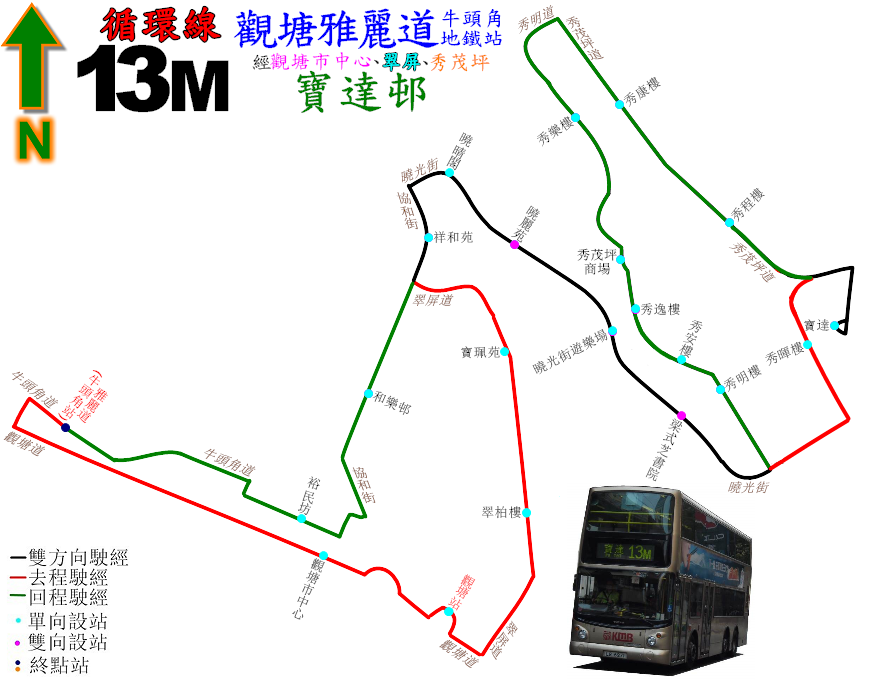
本線常規班次的走線圖

經：牛頭角道、雅麗道、觀塘道、翠屏道、協和街、曉光街、秀茂坪道、寶琳路、寶達邨通道、寶達巴士總站、寶達邨通道、寶琳路、秀茂坪道、秀明道、曉光街、協和街、同仁街、裕民坊、康寧道及牛頭角道。
特別班次
經：寶達邨通道、寶琳路、秀茂坪道、將軍澳道、天橋、茶果嶺道及觀塘道。

### 沿線車站
常規班次
| 觀塘（雅麗道）開 | 觀塘（雅麗道）開                 | 觀塘（雅麗道）開       |
| 序號             | 車站名稱                         | 位置                   |
| ---------------- | -------------------------------- | ---------------------- |
| 1                | 觀塘（雅麗道）巴士總站           | 觀塘（雅麗道）巴士總站 |
| 2                | 觀塘轉車站－觀塘市中心（T3月台） | 觀塘道                 |
| 3                | 觀塘游泳池                       | 翠屏道                 |
| 4                | 翠屏邨翠桉樓                     | 翠屏道                 |
| 5                | 寶珮苑                           | 翠屏道                 |
| 6                | 秀雅道遊樂場                     | 曉光街                 |
| 7                | 曉麗苑                           | 曉光街                 |
| 8                | 曉光街遊樂場                     | 曉光街                 |
| 9                | 梁式芝書院                       | 曉光街                 |
| 10               | 上秀茂坪                         | 曉光街                 |
| 11               | 秀茂坪邨秀暉樓                   | 秀茂坪道               |
| 12               | 寶達巴士總站                     | 寶達邨公共運輸交匯處   |
| 13               | 秀茂坪邨秀程樓                   | 秀茂坪道               |
| 14               | 秀茂坪邨秀康樓                   | 秀茂坪道               |
| 15               | 秀茂坪邨秀樂樓                   | 秀明道                 |
| 16               | 秀茂坪邨秀逸樓                   | 秀明道                 |
| 17               | 秀茂坪邨秀安樓                   | 秀明道                 |
| 18               | 秀茂坪邨秀明樓                   | 秀明道                 |
| 19               | 梁式芝書院                       | 曉光街                 |
| 20               | 曉麗苑                           | 曉光街                 |
| 21               | 祥和苑                           | 協和街                 |
| 22               | 和樂邨                           | 協和街                 |
| 23               | 裕民坊                           | 裕民坊                 |
| 24               | 觀塘（雅麗道）巴士總站           | 觀塘（雅麗道）巴士總站 |

特快班次
| 1        | 寶達巴士總站     | 寶達邨公共運輸交匯處 |
| 2        | 秀茂坪邨秀暉樓   | 秀茂坪道             |
| 將軍澳道 |                  |                      |
| 3        | 觀塘站（E1月台） | 觀塘道               |

## 客量
九巴13M線走線迂迴，班次疏落，而且與多條巴士及小巴線重疊，客量只屬一般。

## 外部連結
- 九巴13M線 （页面存档备份，存于）
- 681巴士總站－九巴13M線 （页面存档备份，存于）